# Herre, förbarma dig (grekisk-ortodox)
Herre, förbarma dig  är en psalm med musik efter grekisk-ortodox tradition.

## Publicerad i
- Psalmer och Sånger 1987 som nummer 767 under rubriken "Psaltarpsalmer och andra sånger ur bibeln".[1]